# José Coceres
José Coceres, född 14 augusti 1963 i Chaco i Argentina, golfspelare som spelade i många år på Europatouren innan han blev medlem på den amerikanska PGA-touren.
Cocerse växte upp med 10 syskon i en tvårumslägenhet. Han blev caddie och har lärt sig att spela golf från grunden helt själv. Han blev professionell 1986 och kom med på Europatouren 1991. Efter två svaga inledande år på touren har han spelat stabilt sedan 1993 och 2000 var hans bästa år då han kom på trettonde plats på Order of Merit. Hans två segrar på Europatouren kom 1994 och 2000.
2001 gick Coceres över till PGA-touren. Hans första säsong var svag då han missade kvalgränserna i sju tävlingar och endast hade två topp tioplaceringar. Dock vann han dessa två tävlingar och blev den förste argentinaren som vann en tävling på PGA-touren sedan Roberto DeVicenzo i 1968 års Houston Champions Invitational. Coceres bröt armen innan säsongsstarten 2002 och har inte hittat tillbaka till sitt spel sedan dess.
Coceres har vunnit flera tävlingar i sitt hemland och övriga Sydamerika. 2002 blev han den tredje golfspelaren som fick Argentinas största sportutmärkelse, "The Olympian".

## Meriter

### Segrar på USA-touren
- 2001 Worldcom Classic - The Heritage of Golf, National Car Rental at Walt Disney World Resort

### Segrar på Europatouren
- 1994 Heineken Open Catalonia
- 2000 Dubai Desert Classic

### Sydamerikanska segrar
- 1991 Pinemar Open (Argentina)
- 1992 Montevideo Open (Uruguay), Los Cardales Challenge (Argentina)
- 1993 Pinemar Open (Argentina)
- 1995 Tournament of Champions (Argentina)
- 1996 Los Loenes Open (Chile)
- 2004 Argentine Open